# Platynowa kolekcja: Złote przeboje (album Perfectu)
Platynowa kolekcja: Złote przeboje – składanka największych przebojów grupy Perfect wydana w 1999 za pośrednictwem wytwórni Point Studio, na CD i na kasecie, w ramach serii "Platynowa kolekcja".

## Spis utworów[1]
1. „Autobiografia”
2. „Objazdowe nieme kino”
3. „Idź precz”
4. „Pocztówka dla państwa Jareckich”
5. „Co za hałas co za szum”
6. „Druga czytanka dla Janka”
7. „A kysz - biała mysz”
8. „Nie bój się tego wszystkiego”
9. „Wyspa, drzewo, zamek”
10. „Chce mi się z czegoś śmiać”
11. „Moja magiczna różdżka”
12. „Zamieniam się w psa”
13. „Dla zasady nie ma sprawy”